# Imionek
Imionek (deutsch Faulbruch) ist ein Dorf in der polnischen Woiwodschaft Ermland-Masuren und gehört zur Gmina Pisz (Stadt- und Landgemeinde Johannisburg) im Powiat Piski (Kreis Johannisburg).

## Geographische Lage
Imionek liegt am westlichen Ufer des Roschsees (auch: Warschausee, polnisch Jezioro Roś) in der östlichen Woiwodschaft Ermland-Masuren, drei Kilometer nördlich der Kreisstadt Pisz (deutsch Johannisburg).

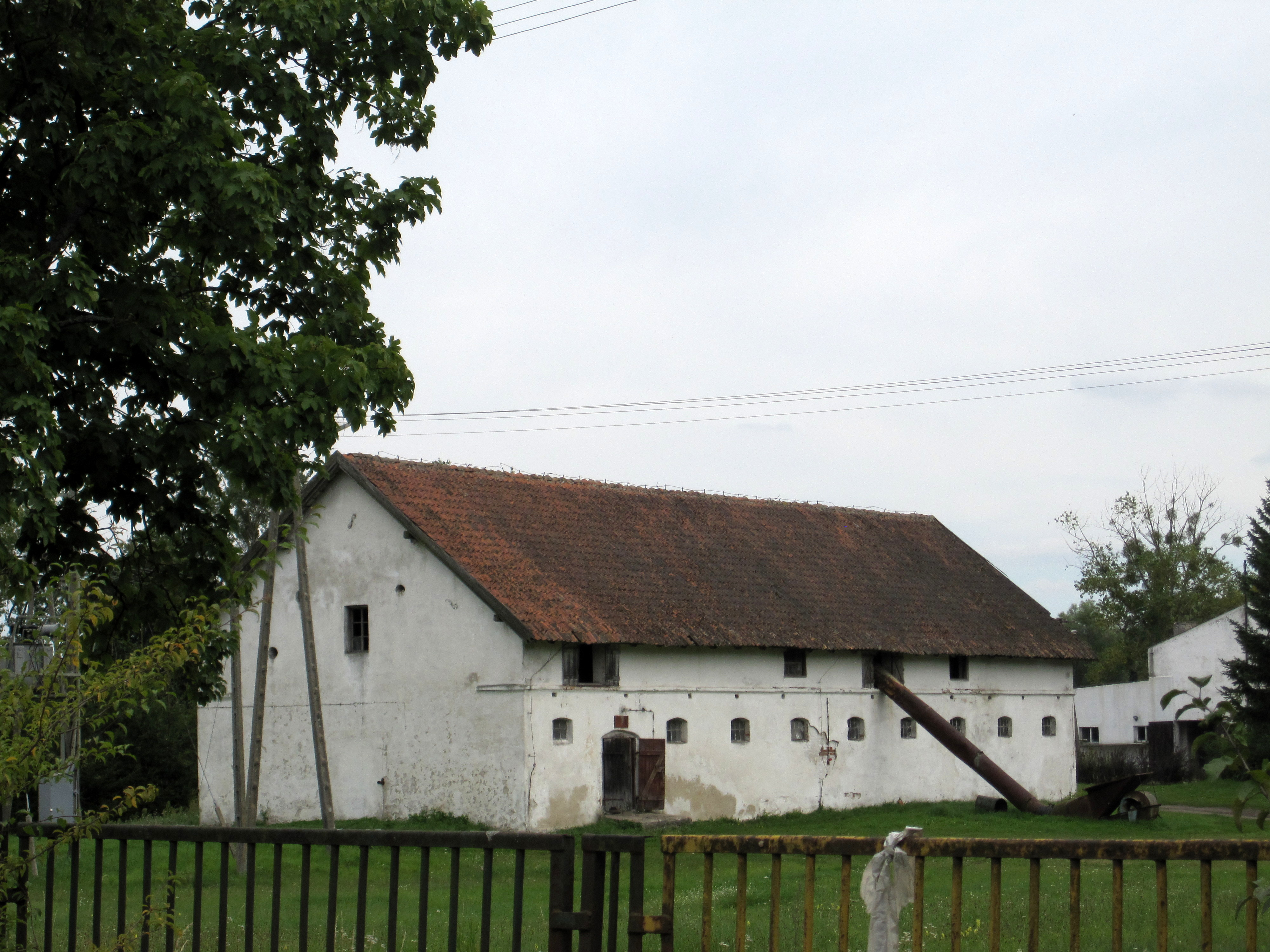
Stallgebäude in Imionek (Faulbruch)

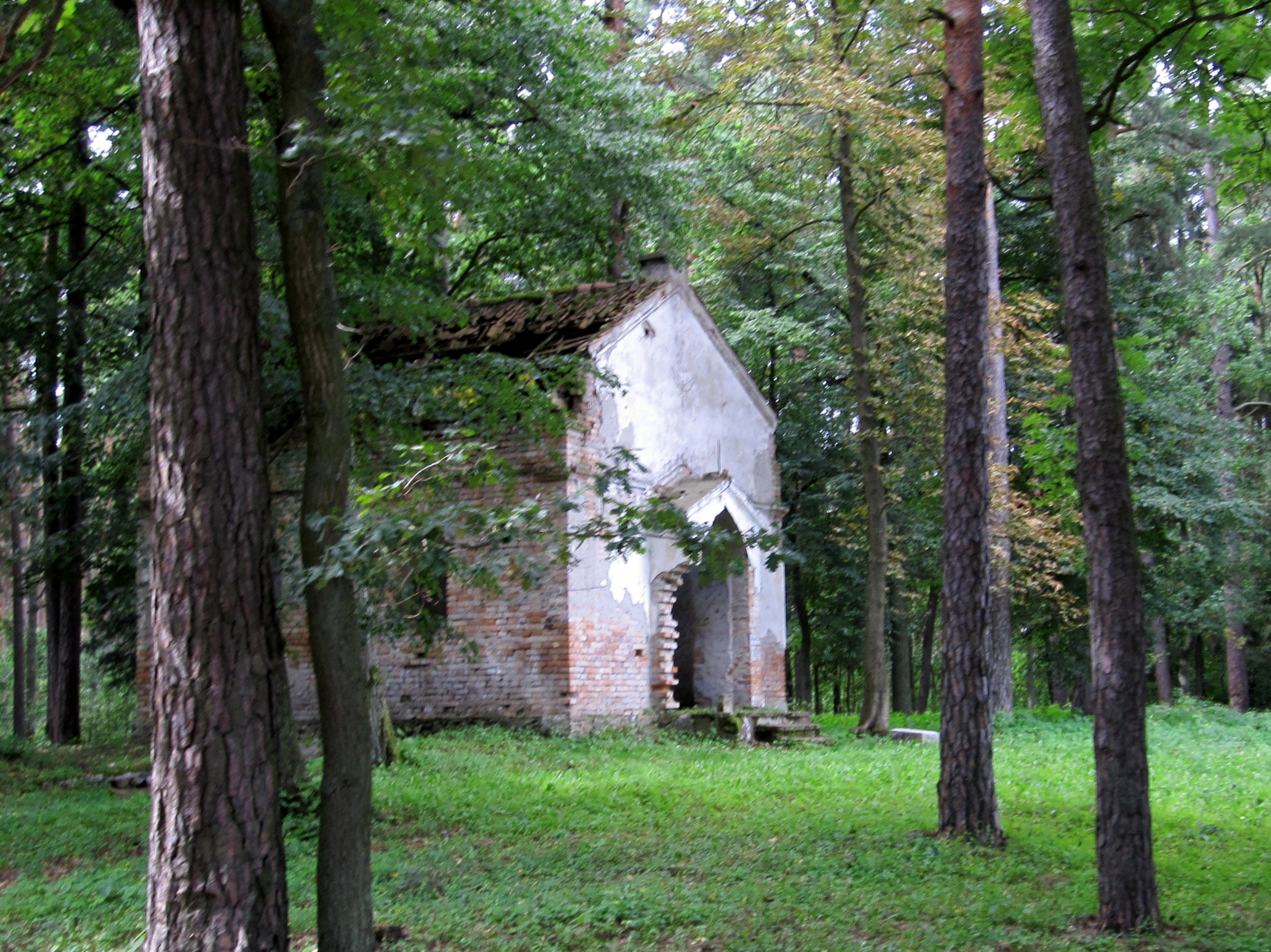
Kapellenruine auf dem einst evangelischen Friedhof Faulbruch in Imionek

## Geschichte
Der vor 1785 Wioneck, um 1785 Wionneg und nach 1785 Wionek genannte kleine Ort wurde 1537 gegründet und bestand aus einem großen Gut. Im Jahre 1874 wurde der Gutsbezirk Imionek in den neu errichteten Amtsbezirk Snopken (polnisch Snopki) eingegliedert, der – 1938 in „Amtsbezirk Wartendorf“ umbenannt – bis 1945 bestand und zum Kreis Johannisburg im Regierungsbezirk Gumbinnen (ab 1905: Regierungsbezirk Allenstein) in der preußischen Provinz Ostpreußen gehörte.
Im Jahre 1910 zählte das Gutsdorf 86 Einwohner. 
Aufgrund der Bestimmungen des Versailler Vertrags stimmte die Bevölkerung im Abstimmungsgebiet Allenstein, zu dem Faulbruch gehörte, am 11. Juli 1920 über die weitere staatliche Zugehörigkeit zu Ostpreußen (und damit zu Deutschland) oder den Anschluss an Polen ab. In Faulbruch stimmten 60 Einwohner für den Verbleib bei Ostpreußen, auf Polen entfielen keine Stimmen.
Am 30. September 1928 gab es seine Eigenständigkeit auf und wurde mit Faulbruchswerder (polnisch Czarny Róg), einer Ortschaft der Gemeinde Lupken (polnisch Łupki), in die Landgemeinde Maldaneyen (Maldanin) eingemeindet.
In Kriegsfolge kam Faulbruch 1945 mit dem gesamten südlichen Ostpreußen zu Polen und trägt seither die polnische Namensform „Imionek“. Der Ort ist heute Sitz eines Schulzenamtes (polnisch Sołectwo) und als solches eine Ortschaft im Verbund der Stadt- und Landgemeinde Pisz (Johannisburg) im Powiat Piski (Kreis Johannisburg), bis 1998 der Woiwodschaft Suwałki, seitdem der Woiwodschaft Ermland-Masuren zugehörig.

## Religionen
Bis 1945 war Faulbruch in die evangelische Kirche Johannisburg in der Kirchenprovinz Ostpreußen der Kirche der Altpreußischen Union sowie in die römisch-katholische Kirche Johannisburg im damaligen Bistum Ermland eingepfarrt. Auf dem evangelischen Friedhof stand als Gottesdienststätte eine Kapelle.
Heute gehört Imionek katholischerseits zur Pfarrei in Pisz, jetzt im Bistum Ełk der Römisch-katholischen Kirche in Polen gelegen. Auch die evangelischen Einwohner orientieren sich in die Kreisstadt, deren Kirchengemeinde heute Teil der Diözese Masuren der Evangelisch-Augsburgischen Kirche in Polen ist.

## Verkehr
Imionek liegt östlich der verkehrstechnisch bedeutenden polnischen Landesstraße 63 und ist von dort über Maldanin (Maldaneyen, 1938 bis 1945 Maldaneien) auf einer zum Teil nur als Landweg ausgebauten Nebenstraße nach Czarny Róg (Faulbruchswerder) erreichbar. Die nächste Bahnstation ist die Stadt Pisz an der Bahnstrecke Olsztyn–Ełk (deutsch Allenstein–Lyck).